# Hahnen
Hahnen är en bergstopp i Schweiz.   Den ligger i kantonen Obwalden, i den centrala delen av landet, 80 km öster om huvudstaden Bern. Toppen på Hahnen är 2 607 meter över havet, eller 261 meter över den omgivande terrängen. Bredden vid basen är 1,1 km.
Terrängen runt Hahnen är huvudsakligen mycket bergig. Närmaste större samhälle är Engelberg, 4,1 km väster om Hahnen. 
Trakten runt Hahnen består i huvudsak av gräsmarker. Runt Hahnen är det mycket glesbefolkat, med 4 invånare per kvadratkilometer.